# Anne Igartiburu
Anne Igartiburu Verdes (Elorrio, Vizcaya; 18 de febrero de 1969) es una presentadora de televisión y actriz española.

## Biografía

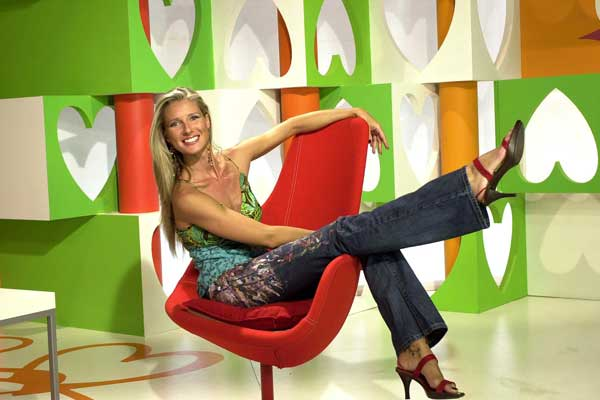
Anne Igartiburu en 20 Minutos.

Sus primeras apariciones en la pequeña pantalla fueron en 1993 en Arrasate Telebista (televisión local de Mondragón). Luego pasó a Euskal Telebista y más tarde a Telecinco, donde condujo Una pareja feliz junto a Antonio Hidalgo en la temporada 1994-1995. Desde 1997 presenta en Televisión Española el programa D Corazón. Presentó también durante 4 años la adaptación española del formato de éxito Bailando con las estrellas, ¡Mira quién baila!.
En la segunda semana de diciembre de 2002 fue portada de la revista Interviú.
El 7 de diciembre de 2006 se puso al frente de la Gala 50 años de TVE junto a Laura Valenzuela y Paula Vázquez. Además, entre 2005 y 2021 presentó las campanadas de fin de año en esta misma cadena. Fue también habitual en las galas donde se seleccionaba la canción de España en el Festival de la Canción de Eurovisión, del que fue portavoz de las votaciones españolas en 2002, 2003 y 2004. 
Como actriz, entre otros, ha protagonizado Zorion perfektua / La felicidad perfecta, ha interpretado un pequeño papel de monja en la película El lápiz del carpintero de Antón Reixa (2002) e hizo un cameo en Star Trek: Insurrección de Jonathan Frakes (1998). Asimismo, interpretó el papel de Loreto Guerra en la telenovela Luna negra (2004).

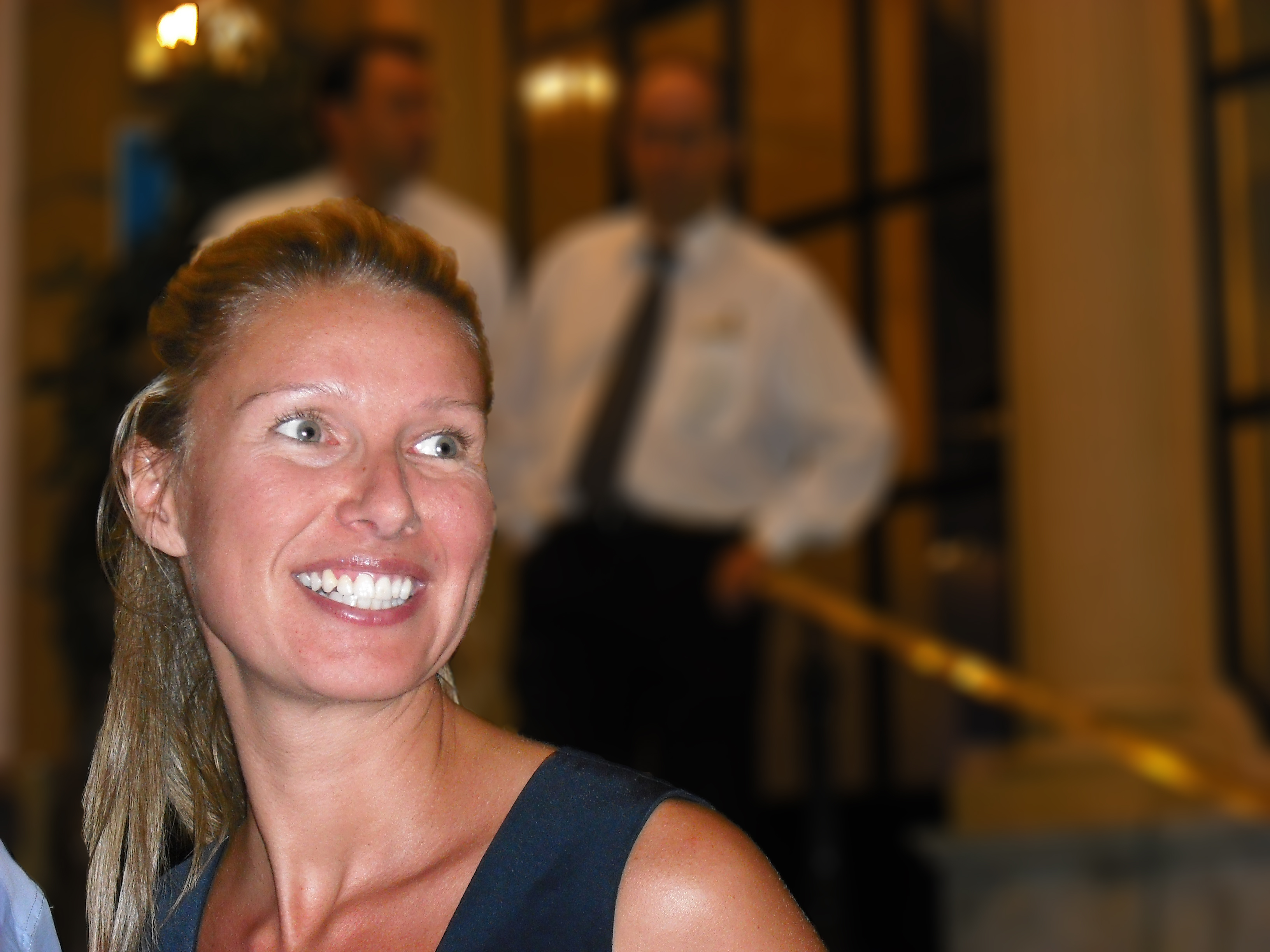
Anne Igartiburu en el Hotel María Cristina durante el Festival Internacional de Cine de San Sebastián 2009.

Durante 2011 es la "embajadora" para España de la marca austriaca Oliver Weber de joyería en cristal Swarovski.
En 2012 recibe el premio Antena de Oro en reconocimiento a su trayectoria profesional. Ese mismo año, TVE le propuso presentar el magazín vespertino +Gente, por lo que D Corazón pasó a ser presentado por Elena S. Sánchez. El 25 de abril de 2013, tras la noticia de la cancelación de +Gente se confirmó que la presentadora volvería de nuevo a D Corazón.
A partir de agosto de 2020 es la embajadora de la marca Aigostar  para España.
En 2021 participó en Mask Singer: adivina quién canta como Monstruita, llegando a la final y quedando en cuarta posición.
El 31 de diciembre de 2022 a las 11:30, presentó las precampanadas desde la Plaza de la Constitución de Fuenlabrada (Madrid). Por la noche, desde las 23:30, presentó las campanadas en Twitch con Ibai Llanos y Ramón García.
En 2023 participó en la décima edición de Tu cara me suena en Antena 3. Al año siguiente, condujo el talent de baile Baila como puedas en Televisión Española y tras 26 años (casi ininterrumpidos) pasó a copresentar con Jordi González, D Corazón. En enero de 2025 González deja el programa por problemas médicos y lo vuelve a presentar en solitario, hasta el 28 de junio de ese mismo año cuando Javier de Hoyos, hasta entonces colaborador del programa, pasa a copresentarlo con Igartiburu, a esto se le sumo una renovación de la linea gráfica del programa, de los contenidos, ampliación de colaboradores, entre otras cosas. 

## Vida personal
Su padre, José Manuel, era constructor y su madre, Lourdes, era maestra, apasionada de la obra de Federico García Lorca, y también formaba parte del Salvamento de la Ertzaintza como guía canina, falleciendo en un accidente aéreo el 12 de junio de 1987 cerca del lago Enol cuando buscaban a un niño de 13 años desaparecido. Tiene un hermano, Urko, que es músico. Anne tiene estudios de mercadotecnia industrial.
En 2001 conoció al bailarín Igor Yebra, con el que se casó en 2004 y se divorciaron en 2006. En 2013 conoció al director de orquesta Pablo Heras-Casado, con el que se casó en secreto el 30 de noviembre de 2015 en el ayuntamiento de su localidad natal de Elorrio.
Es madre de tres hijos: Noa (2000), Carmen (2011) y Nicolás (2016). 
El 3 de febrero de 2021 la revista Lecturas, informa de la separación entre Anne Igartiburu y Pablo Heras-Casado.

## Trayectoria

### Programas de televisión
| Año                              | Programa                                                                    | Canal | Número de episodios | Dirección | Producción                                                                               | Notas |
| -------------------------------- | --------------------------------------------------------------------------- | --- | --- | --- | ---------------------------------------------------------------------------------------- | --- |
| 2024                             | Pasapalabra: Noche de campeones                                             | Antena 3 | 1 | Miguel Ángel Aparicio y Anabel Verdín | Boomerang TV para Atresmedia                                                             | Invitada. |
| 2024                             | Baila como puedas                                                           | La 1 | 10 | Julieta Cherep | Zeppelin TV para RTVE                                                                    | Presentadora. |
| 2023                             | El puente de las mentiras                                                   | La 1 | 1 | Lisandro de la Fuente | Boxfish para RTVE                                                                        | Programa presentado por Paula Vazquez. Invitada junto con Secun de la Rosa, Ana Milán y Jaime Cantizano |
| 2023                             | Cinemascomics: Entrevistas                                                  | YouTube | 1 | — | —                                                                                        | Invitada. |
| 2023                             | Tu cara me suena                                                            | Antena 3 | 16 (10x01, 24/3/23 - 10x16, 21/7/23) | Tinet Rubira y Laia Vidal | Gestmusic para Atresmedia                                                                | Programa presentado por Manel Fuentes, con Àngel Llàcer, Carlos Latre, Lolita y Chenoa en el jurado. Concursante. |
| 2023                             | La Roca                                                                     | La Sexta | 1 (2x18, ep. 53, 22/1/23) | Alejandro Vázquez | Cuarzo Producciones para Atresmedia                                                      | Programa presentado por Nuria Roca. Videollamada. |
| 2022                             | Mapi                                                                        | La 1 | 1 (1x05, 9/8/22) | | Mediacrest para RTVE                                                                     | Programa presentado por Jandro López y Carla Pulpón. Concursante junto con Pablo Puyol y Santi Rodríguez. |
| 2022                             | Encuentros inesperados                                                      | La Sexta | 1 (1x06 Felicracia, 21/4/22) | – | Producciones del Barrio para Atresmedia                                                  | Presentado por Mamen Mendizábal. Invitada junto con Josef Ajram, Íñigo Errejón y Yolanda Ramos. |
| 2022-2023                        | 10 momentos                                                                 | Telemadrid | 19 (1x01, 25/2/22 - 1x10, 6/5/22 y 2x01, 6/2/23 - 2x09, 3/4/23) | Hilario Portales | Proamagna para RTVM                                                                      | Presentadora. |
| 2021                             | Telediario                                                                  | La 1 | 1 (30/11/21) | Amaia Pérez de Mendiola | RTVE                                                                                     | Presentado por Ana Blanco. Invitada. |
| 2021-2022                        | Duelo en las alturas                                                        | ETB2 | 8 (1x01, 22/9/21 - 1x03, 7/10/21; 1x04, 14/7/22 - 1x08, 11/8/22) | – | Baleuko y Beittu Video para EITB                                                         | Presentadora. |
| 2021                             | Festival Internacional de Cine de San Sebastián 2021: Gala de inauguración  | La 2, ETB1, eitb.eus y sansebastianfestival.com                                                                  | 1 (17/9/21) | Jon Maia y José María Sánchez-Chiquito | RTVE                                                                                     | Presentadora con Elena Irureta, Asier Etxeandia y Cayetana Guillén Cuervo. |
| 2021 y 2023                      | El hormiguero                                                               | Antena 3 | 2 (15x150, ep. tot. 2.329, ep. et. Antena 3, 1.549, 17/6/21 y 17x72, ep. tot. 2.573, ep. et. Antena 3, 1.793, 19/1/23) | Pablo Motos y Jorge Salvador | 7 y Acción para Atresmedia                                                               | Presentado por Pablo Motos. Invitada. |
| 2021                             | Mask Singer: adivina quién canta                                            | Antena 3 | 5 (2x03, ep. 11, 9/6/21; 2x06, ep. 14, 30/6/21 - 2x09, ep. 17, 29/7/21) | Mario Briongos y Belén Martín | Fremantle para Atresmedia                                                                | Concursante. 4.ª posición. Presentado por Arturo Valls, con Javier Calvo, Javier Ambrossi, Paz Vega y José Mota en el jurado. |
| 2021                             | Dos parejas y un destino                                                    | La 1 | 4 (1x01, 10/2/21 - 1x02, 19/2/21; 1x04, 5/3/21; 1x07, 26/3/21) | Javier Ruiz | Proamagna para RTVE                                                                      | Protagonista junto a María del Monte, Gonzalo Miró y Florentino Fernández. |
| 2020                             | La hora de La 1                                                             | La 1 | 2 (1x59, 27/11/20 y 1x73, 18/12/20) | Mònica López y Ana Rodríguez | Tesseo y RTVE                                                                            | Invitada. Presentado por Mònica López, Igor Gómez Maneiro y Cristina Fernández. |
| 2020                             | Un año de tu vida                                                           | Canal Sur Televisión                                                                                             | 1 (20/10/20) | Alberto del Pozo | Happy Ending TV para RTVA                                                                | Invitada. Presentado por Toñi Moreno. |
| 2020 y 2022                      | El show de Bertín                                                           | Canal Sur Televisión y Telemadrid                                                                                | 2 (1x01, 16/9/20 y 2x37 ep. 77, 10/6/22) | Pepe Pulido y Ángel Garrido | Proamagna para RTVA                                                                      | Presentado por Bertín Osborne. Invitada. |
| 2020                             | Versión española                                                            | La 2 | 1 (1/3/20) | Félix Piñuela | RTVE                                                                                     | Invitada junto con Daniela Fejerman y Anna Badia. Presentado por Cayetana Guillén Cuervo. |
| 2019                             | Gente maravillosa                                                           | CMM TV | 1 (1x01, 10/3/19) | Alberto del Pozo | Happy Ending TV para Castilla-La Mancha Media                                            | Presentado por Ramón García. Invitada junto a Víctor Manuel. |
| 2018 y 2023                      | Gente maravillosa                                                           | Canal Sur Televisión                                                                                             | 1 (22/3/18, 2x27 ep. 49) | Alberto del Pozo | Happy Ending TV para RTVA                                                                | Presentado por Toñi Moreno. Invitada junto a Bea Díaz en 2018 y en 2023 con Laura Gallego. |
| 2018                             | XXXII edición de los Premios Goya                                           | La 1 | 1 (3/2/18) | Luis Campoy, Manel Iglesias, Cristina López y Ernesto Sevilla | Academia de las Artes y las Ciencias Cinematográficas de España y RTVE                   | Invitada. Presentada por Ernesto Sevilla y Joaquín Reyes. |
| 2018                             | En Reyes, ilusiónate                                                        | La 1 | 1 (5/1/18) | Álvaro García Moro | Viento y Agua Films y RTVE                                                               | Presentadora con Edu Soto. |
| 2017                             | Festival Internacional de Cine de San Sebastián 2017: Gala de inauguración  | La 2, ETB1, etib.eus y sansebastianfestival.com                                                                  | 1 (22/9/17) | Marta Murcia, Manuel Palacios y José María Sánchez-Chiquito | RTVE                                                                                     | Presentadora con Leticia Dolera. |
| 2017                             | XXXI edición de los Premios Goya                                            | La 1 | 1 (4/2/17) | Juan Luis Iborra y Gustavo Jiménez Vera | Academia de las Artes y las Ciencias Cinematográficas de España y RTVE                   | Invitada. Presentada por Dani Rovira. |
| 2016                             | Algo pasa con Ana                                                           | DKISS | 2 (1x07 Programada para triunfar, 27/11/16 - 1x08 Viaje al centro de Marbella, 4/12/16) | – | Globomedia y Discovery Communications                                                    | Invitada. Protagonizado por Ana Obregón y Aless Lecquio. |
| 2016                             | Estando contigo                                                             | CMM TV | 1 (30/5/16) | Vicente Serrano | Castilla-La Mancha Media                                                                 | Presentado por Alfonso Hevia y Julia Rubio, con Ramón García como invitado. Intervención telefónica. |
| 2016                             | Objetivo Eurovisión                                                         | La 1 | 2 (14/5/16 - 15/5/16) | Álvaro García Moro | Viento y Agua Films y RTVE                                                               | Presentadora. |
| 2016                             | XXX edición de los Premios Goya                                             | La 1 | 1 (6/2/16) | Juan Luis Iborra y Gustavo Jiménez Vera | Academia de las Artes y las Ciencias Cinematográficas de España y RTVE                   | Invitada. Presentada por Dani Rovira. |
| 2016                             | Objetivo Eurovisión                                                         | La 1 | 1 (1/2/16) | Álvaro García Moro | Viento y Agua Films y RTVE                                                               | Presentadora. |
| 2016                             | Ochéntame otra vez                                                          | La 1 | 1 (3x01 Año nuevo, vida nueva, ep. 39, 7/1/16) | Jordi Barrachina | Ganga Producciones para RTVE                                                             | Invitada. |
| 2015                             | En la tuya o en la mía                                                      | La 1 | 1 (1x16, 30/12/15) | Pablo Carrasco | Proamagna para RTVE                                                                      | Invitada con Ramón García. Presentado por Bertín Osborne. |
| 2015                             | Destino Eurovisión 2015                                                     | La 1 | 1 (23/5/15 - 24/5/15) | Álvaro García Moro | Viento y Agua Films y RTVE                                                               | Presentadora. |
| 2014                             | Alaska y Coronas                                                            | La 2 | 1 (2x06 Modern Family, ep. 19/3/14) | Gustavo Jiménez Vera y Santiago Tabernero | RTVE                                                                                     | Invitada. Presentado por Javier Coronas y Alaska. |
| 2014                             | Mira quién va a Eurovisión                                                  | La 1 | 1 (22/2/14) | Álvaro García Moro y Jordi Vives | Viento y Agua Films y RTVE                                                               | Presentadora. |
| 2013 y 2014                      | Entre todos                                                                 | La 1 | 2 (1x29, 3/10/13 y 1x150, 28/3/14) | Nicolás Díaz Bustos | Proamagna para RTVE                                                                      | Invitada. Presentado por Toñi Moreno. |
| 2013                             | Gala 75.⁰ aniversario de la ONCE                                            | La 2 | 1 (2/6/13) | – | ONCE y RTVE                                                                              | Presentadora con Álvaro de los Santos. |
| 2012-2013; 2015-2022             | Gala Inocente, Inocente                                                     | La 1 | 10 (28/12/12, 27/12/13, 28/12/15, 28/12/16, 28/12/17, 28/12/18, 28/12/19, 28/12/20, 28/12/21 y 28/12/22) | Gustavo Jiménez Vera (2012-2013), Pablo del Pozo (2013), Vicente Torres (2015-2016; 2019-2022) y Juan Navarrete Parrondo (2018)                                                    | Zebra Producciones para RTVE                                                             | Presentadora con Juan y Medio (2012-2013, 2015-2022), Juanma López Iturriaga (2012-2013, 2015-2022), Desirée Ndjambo (2012), Toñi Moreno (2013), Carolina Casado (2015-2016; 2019-2022), Cristina Lasvignes (2015), Jacob Petrus (2017-2022), Marta Solano (2017-2018), Guadalupe Fiñana (2019), Miriam Díaz-Aroca y Paula Vázquez (2020) y Luis Piedrahíta (2021).                                                                               |
| 2012                             | Alguna pregunta més?                                                        | TV3 | 1 (9x11, 5/12/12) | Guillem Salas | Alguna Pregunta para CCMA                                                                | Invitada. |
| 2012                             | Premios Ondas 2012                                                          | Canal+ | 1 (29/11/12) | Manel Iglesias | Planet Events y Grupo Prisa                                                              | Invitada y ganadora del premio a Mejor presentadora. Presentada por Gemma Nierga. |
| 2012-2013                        | +Gente                                                                      | La 1 | 169 (2x01, ep. 245, 10/9/12 - 2x169, ep. 414, 17/5/13) | Inmaculada Navarro | RTVE                                                                                     | Presentadora con Roi Groba. |
| 2012                             | Eurovisión: Pastora Soler                                                   | La 1 | 1 (3/3/12) | – | RTVE                                                                                     | Presentadora. |
| 2012                             | XXVI edición de los Premios Goya                                            | La 1 | 1 (19/2/12) | José María Sánchez-Chiquito, Arantxa Écija, Sandra Gallego, Roberto Monge, Jesús Rodrigo y Begoña Álvarez Rojas                                                                    | Academia de las Artes y las Ciencias Cinematográficas de España, Quiróptero Films y RTVE | Invitada. Presentada por Eva Hache. |
| 2011-2012                        | ¡Feliz 2012!                                                                | La 1 | 1 (31/12/11-1/1/12) | Ana Mazuecos | RTVE                                                                                     | Presentadora. |
| 2011                             | Especial Beyoncé                                                            | La 1 | 1 (31/12/11) | – | RTVE                                                                                     | Presentadora. |
| 2011                             | Una noche única                                                             | La 1 | 1 (11/11/11) | Hugo Stuven | ONCE, Europroducciones y RTVE                                                            | Presentadora con Jesús Álvarez Cervantes. |
| 2011                             | Destino Eurovisión 2011                                                     | La 1 | 2 (14/5/11 - 15/5/11) | Jordi Vives | RTVE                                                                                     | Presentadora. |
| 2011                             | Últimas preguntas                                                           | La 2 | 1 (6/3/11) | María Ángeles Fernández | RTVE                                                                                     | Invitada. Presentado por María Ángeles Fernández. |
| 2011                             | XXV edición de los Premios Goya                                             | La 1 | 1 (13/2/11) | Andreu Buenafuente, Rosa Olucha y Juanma Suárez | Academia de las Artes y las Ciencias Cinematográficas de España, Forma Animada y RTVE    | Invitada. Presentada por Andreu Buenafuente. |
| 2011                             | Destino Eurovisión 2011                                                     | La 1 | 4 (28/1/11 - 18/2/11) | Pilar Zamora | Gestmusic para RTVE                                                                      | Presentadora con Daniel Diges. |
| 2010-2011                        | 2011: Parte de ti                                                           | La 1 | 1 (31/12/10 - 1/1/11) | – | RTVE                                                                                     | Presentadora. |
| 2010                             | Divendres                                                                   | TV3 | 1 (2x33, 22/10/10) | Xavier Cassadó | El Terrat y CCMA                                                                         | Invitada. |
| 2010                             | Un beso y una flor                                                          | CMM TV | 14 (1x01, 19/9/10 - 1x14, 19/12/10) | Manuel García Paino | Europroducciones para Castilla-La Mancha Media                                           | Presentadora. |
| 2010                             | Destino Oslo                                                                | La 1 | 2 (29/5/10 - 30/5/10) | – | RTVE                                                                                     | Presentadora. |
| 2010                             | Cántame cómo pasó                                                           | La 1 | 5 (1x01, 7/5/10 - 4/6/10) | Juan Navarrete Parrondo | Ganga Producciones para RTVE                                                             | Presentadora. |
| 2010                             | Eurovisión '10: Destino Oslo                                                | La 1 | 1 (22/2/10) | Santiago Tabernero | RTVE                                                                                     | Presentadora con Ainhoa Arbizu. |
| 2009-2010                        | ¡Qué más quisiera yo!                                                       | La Sexta | 3 (26/12/09, 2/1/10 y 10/1/10) | Pepe Macías | GIA La Sexta                                                                             | Como dependienta de tienda de animales. |
| 2009                             | ¡¡Bravo!! Homenaje a Nino Bravo                                             | La 1 | 1 (24/12/09) | Santiago Tabernero | RTVE                                                                                     | Presentadora. |
| 2009                             | El club del Pizzicato                                                       | La 2 | 1 (1x06, 5/12/09) | Gustavo Jiménez Vera | RTVE                                                                                     | Invitada. Presentado por Ara Malikian. |
| 2009 y 2012                      | La mañana                                                                   | La 1 | 17 (24/8/09-28/8/09; 1/9/09-4/9/09; 7/9/09-11/9/09; 14/9/09 y 16/9/09) | Ricardo Medina | Medina Media y RTVE                                                                      | Invitada. Presentado por Mariló Montero, José Ángel Leiras e Inés Paz. |
| 2009                             | Regreso a la Luna                                                           | La 1 | 1 (20/7/09) | Jesús Hermida | Sagrera TV y RTVE                                                                        | Invitada. Presentado por Jesús Hermida. |
| 2008, 2009, 2010 y 2011          | El disco del año                                                            | La 1 | 4 (29/12/08, 29/12/09, 29/12/10 y 27/12/11) | Hugo Stuven | eRumore y RTVE                                                                           | Presentadora con Ángel Rielo y Fernanda Castillo (2008), María Zabay (2009), José Ángel Leiras y Lara Ruiz (2010) y Alberto Herrera y Jesús Guerrero (2011). |
| 2008                             | X Premios ATV                                                               | La 2 | 1 (2/7/08) | Mark-Alexander Holness | RTVE y Zoopa                                                                             | Entregadora de premio e invitada. Presentada por Carlos Sobera. |
| 2008                             | Ya te vale                                                                  | La 1 | 2 (1x04, 9/5/08 y 1x10, 20/6/08) | Amparo Solís | RTVE                                                                                     | Invitada. Presentado por Gemma Nierga. |
| 2008                             | La Rioja, tierra universal                                                  | La 1 | 1 (25/4/08) | Manuel Palacios | Prodher TV y RTVE                                                                        | Presentadora con Antonio Garrido. |
| 2008                             | No disparen al pianista                                                     | La 2 | 1 (1x16, 10/4/08) | – | RTVE                                                                                     | Invitada. Presentado por Ruth Jiménez y Johaan Wald. |
| 2008                             | Los 40 del Príncipe                                                         | La 1 | 1 (25/1/08) | Alicia Gómez Montano | RTVE                                                                                     | Invitada. |
| 2007                             | TVE baila en Navidad                                                        | La 1 | 1 (24/12/07) | – | RTVE                                                                                     | Participante. |
| 2007                             | La noche desesperada                                                        | La 2 | 1 (18/4/07) | – | RTVE                                                                                     | Presentadora con Ainhoa Arbizu. Especial resumen de la segunda temporada de Mujeres desesperadas. |
| 2006                             | La televisión cumple contigo: Gala 50 años de TVE                           | La 1 | 1 (7/12/06) | Joan Baqués, Gloria Galiano y Jordi Vives | Gestmusic y RTVE                                                                         | Presentadora con Laura Valenzuela y Paula Vázquez. |
| 2006, 2016 y 2018                | Menuda noche                                                                | Canal Sur Televisión                                                                                             | 3 (27/1/06, 5/3/16 y 15/12/18) | Guillermo Garrigós (2006) y Raúl Esquinardo (2016 y 2018) | ZZJ e Índalo y Media para RTVA                                                           | Presentado por Juan y Medio. Invitada. |
| 2005 y 2011                      | Palabra por palabra                                                         | La 2 | 2 (8/11/05 y 12/3/11) | Urbana Gil | RTVE e Instituto Cervantes                                                               | Invitada. Presentado por Francine Gálvez y Xosé Castro. |
| 2005                             | Festival Internacional de Cine de San Sebastián 2005: Ceremonia de clausura | La 2 | 1 (24/9/05) | Manuel Palacios y Diego Galán | RTVE                                                                                     | Invitada. Presentada por Ana Duato y Edurne Ormazabal. |
| 2005 y 2006                      | Ankawa                                                                      | La 1 | 2 (26/8/05 y 19/5/06) | Enrique Millán | Extra TV y RTVE                                                                          | Invitada. Presentado por Bertín Osborne. |
| 2005-2009                        | ¡Mira quién baila!                                                          | La 1 | 124 (1x01, ep. 1, 13/6/05 - 7x16, ep. 119, 16/2/09. [Incluidas las Galas FAO emitidas entre 2005 y 2008, y el previo y el post -que se cuentan como dos episodios, no como uno solo- de ¡Mira quién baila! a Eurovisión, del 1/9/07]) | Josep Maria Mainat, Toni Cruz, Gloria Galiano y Pilar Zamora | Gestmusic para RTVE                                                                      | Presentadora. |
| 2005                             | La noche... con Fuentes y cía                                               | Telecinco | 1 (1/5/05) | José Miguel Contreras | Globomedia para Mediaset España                                                          | Invitada. Presentado por Manel Fuentes. |
| 2005 y 2009                      | Buenafuente                                                                 | Antena 3 y La Sexta                                                                                              | 2 (1x42 La noche de los cuchillos largos, 21/4/05 y 22/10/09) | Andreu Buenafuente y Xavier Cassadó | El Terrat para Grupo Antena 3 y GIA La Sexta                                             | Invitada. Presentado por Andreu Buenafuente. |
| 2005                             | Lo + Plus                                                                   | Canal+ | 1 (23/2/05) | Montse Fernández Villa | Grupo Prisa                                                                              | Invitada. Presentado por Ana García-Siñeriz y Manu Carreño. |
| 2004                             | Nuestra mejor canción                                                       | La 1 | 1 (3/12/04) | Miguel Cruz Carretero y Esperanza Martín | Globomedia y RTVE                                                                        | Invitada. Presentado por Concha García Campoy y Patricia Conde. |
| 2004                             | Homo Zapping                                                                | Antena 3 | 1 (29/10/04) | José Corbacho | El Terrat para Atresmedia                                                                | Invitada. |
| 2004                             | Dos rombos                                                                  | La 1 | 1 (1x06, 21/10/04) | Carles Torras Dalmau y Lorena Berdún | Globomedia para RTVE                                                                     | Invitada. Presentado por Lorena Berdún. |
| 2004                             | El verano de tu vida                                                        | La 1 | 2 (1x04, 20/8/04 y 1x07, 17/9/04) | Leo Heredia y Jorge Horacio | Prodher TV y RTVE                                                                        | Intervención. Presentado por Jorge Fernández e Ivonne Reyes. |
| 2004                             | Geniales: Sara Montiel                                                      | La 1 | 1 (9/7/04) | – | Prime Time Communications y RTVE                                                         | Presentadora con Pablo Carbonell. |
| 2004                             | Murcia, ¡qué hermosa eres!                                                  | La 1 | 1 (6/6/04) | – | RTVE                                                                                     | Presentadora con Ramón García. |
| 2004                             | Festival de la Canción de Eurovisión 2004                                   | La 1 | 1 (15/5/04) | Sven Stojanovic | EBU y TRT                                                                                | Portavoz del jurado español. Presentado por Korhan Abay y Meltem Cumbul. Comentado para TVE por José Luis Uribarri. |
| 2004                             | Gala Camino de Santiago de Burgos                                           | – | 1 (13/4/04) | – | RTVE                                                                                     | Presentadora con Josema Yuste. |
| 2004                             | Atlantia                                                                    | La 1 | 1 (Ep. Territorio íntimo. Sexo y mora, 14/3/04) | Jorge Sánchez Gallo | New Atlantis y Media Park para RTVE                                                      | Invitada. Presentado por Manuel Toharia. |
| 2003                             | Festival de la Canción de Eurovisión 2003                                   | La 1 | 1 (24/5/03) | Sven Stojanovic | EBU y LTV                                                                                | Portavoz del jurado español. Presentado por Renārs Kaupers y Marija Naumova y comentado para TVE por José Luis Uribarri. |
| 2003                             | Especial previo a Eurovisión 2003                                           | La 1 | 1 (24/5/03) | Ainhoa Casado | Gestmusic para RTVE                                                                      | Intervención. Presentado por Carlos Lozano. |
| 2003                             | Me lo dices o me lo cuentas                                                 | Telemadrid | 1 (14/5/03) | – | El Terrat para RTVM                                                                      | Invitada. Presentado por Lorena Berdún. |
| 2002                             | Festival de la Canción de Eurovisión 2002                                   | La 1 | 1 (25/5/02) | Marius Bratten | EBU y Eesti Rahvusringhääling                                                            | Portavoz del jurado español. Presentado por Marko Matvere y Annely Peebo. Comentado para TVE por José Luis Uribarri. |
| 2001                             | Gala de presentación de la programación de la temporada 2001/2002 de TVE    | La 1 | 1 (9/9/01) | Pilar Tabares | RTVE                                                                                     | Invitada. Presentado por Ramón García. |
| 2001                             | Premios Max 2001                                                            | La 2 | 1 (23/4/01) | Emilio Aragón y Fernando Bernués | SGAE                                                                                     | Invitada. Presentado por Verónica Forqué. |
| 2000                             | De todo corazón                                                             | La 1 | 1 (22/12/00) | Carlos Fuentes y Roger Justafré | RTVE                                                                                     | Invitada. Presentada por Remedios Cervantes, Jaydy Michel y Pedro Rollán. |
| 2000                             | La noche abierta                                                            | La 2 | 1 (26/10/00) | Pedro Ruiz | RTVE                                                                                     | Invitada. Presentado por Pedro Ruiz. |
| 1998                             | Murcia, ¡qué hermosa eres!                                                  | La 1 | 1 (7/6/98) | León Heredia y Lorenzo Zaragoza | Prodher TV y RTVE                                                                        | Presentadora con Matías Prats. |
| 1997                             | Quiero verte                                                                | La 1 | 1 (15/9/97) | Jorge Horacio y José Ramón Vázquez | RTVE                                                                                     | Invitada. Presentada por Ramón García y Ana Obregón. |
| 1997-1998; 2005-2022             | Campanadas de fin de año                                                    | ETB1, La 1, La 2, Canal 24 horas, TVE Internacional, Radio 1, Radio 3, Radio 5, Radio Exterior, rtve.es y Twitch | 20 | Miguel Cruz Martínez (2005-2006), Luis Martínez de Galinsoga (2005-2006), Ángel Redondo (2007-2021) e Ibai Llanos (2022)                                                           | EITB, RTVE e Ibai Llanos                                                                 | Presentadora con Kike Amonárriz (1997), Martín Berasategui y Kepa Junkera (1998), Ramón García (2005, 2006, 2014, 2015, 2017 y 2022 Archivado el 1 de enero de 2023 en Wayback Machine.), Antonio Garrido (2007), Carlos Sobera (2008), Manuel Bandera (2009), José Mota (2010 y 2011), Imanol Arias (2012), Jordi Cruz y Pepe Rodríguez (2013 y 2016), Roberto Leal (2018 y 2019), Ana Obregón (2020), Jacob Petrus (2021) e Ibai Llanos (2022). |
| 1997-2002; 2004; 2006; 2014-2023 | Telepasión                                                                  | La 1 | 16 | Javier Caballé Bordes (1997-2002), Eduardo Toral (2004), Paco Quintanar (2006), Ricardo A. Solla (2014), Juan Luis Iborra (2015-presente) y Gustavo Jiménez Vera (2018, 2020-2021) | Veralia y RTVE                                                                           | Participante (1997-2002, 2004; 2014-2022) y presentadora en solitario (2006) y con Santiago Segura (2017). |
| 1997-¿?                          | Cartelera                                                                   | La 1 | – | – | RTVE                                                                                     | Suplente de José Toledo. |
| 1997                             | Maridos y mujeres                                                           | La 1 | 8 (21/9/97-9/11/97) | Mariam Rubio | Prime Time Communications y RTVE                                                         | Presentadora con Alonso Caparrós. |
| 1997-2012; 2013-presente         | Corazón de.../ Corazón / D Corazón                                          | La 1 | + 7.000 (7/7/97-7/7/12; 20/5/13-11/3/20; 20/6/20-presente) | Miguel Cruz Martínez (1997-2007), Pilar Torres (2007-2008), Carmina Jaro (2008-2019), Rufino Sánchez (2019-2022), Beatriz López Monjas (2022) y Eva Hernández (2022-presente)      | RTVE                                                                                     | Presentadora de la versión diaria de las 14h30 (1997-2012; 2013-2020; 2021-2022), suplente en la de las 20h30 de Carolina Casado y Elena S. Sánchez (2013-2014) y en las de fin de semana (2010-2020; 2021-2022) y presentadora de las ediciones de fin de semana (2020-2021; 2022-presente). Desde el 20 de enero de 2024 copresenta las ediciones de fin de semana con Jordi González.                                                          |
| 1997                             | El imperdible                                                               | La 2 | + 84 (13/1/97 - 12/6/97–26/6/97) | – | RTVE                                                                                     | Presentadora. |
| 1996                             | Corazón, corazón                                                            | La 1 | 1 (30/11/96) | Cristina García Ramos | RTVE                                                                                     | Intervención. Presentado por Cristina García Ramos. |
| 1996                             | Hau da marka                                                                | ETB1 | ¿? (¿?-¿?) | – | EITB                                                                                     | Presentadora con Klaudio Landa. |
| 1995-1996                        | La gran oportunidad                                                         | ETB2 | ¿? (¿?-¿?) | – | EITB                                                                                     | Presentadora con Patxi Alonso. |
| 1995                             | La noche de los castillos                                                   | La 1 | 1 (1x02, 29/9/95) | Jocelyn Hattab | RTVE                                                                                     | Como Princesa Margarita. Presentado por Luis Fernando Alvés. |
| 1995                             | Llévatelo calentito de verdad                                               | La 1 | 1 (1x05, 9/6/95) | César y Jorge Cadaval | Distar S. A. y RTVE                                                                      | Invitada. Presentado por César y Jorge Cadaval. |
| 1995                             | Nadie es perfecto                                                           | La 1 | 1 (8/3/95) | – | RTVE                                                                                     | Invitada. Presentado por Antxón Urrusolo. |
| 1995                             | Fotogramas de Plata 94                                                      | La 1 | 1 (1/3/95) | – | –                                                                                        | Presentadora con Imanol Arias. |
| 1995                             | Queridísimos 94                                                             | Telecinco | 1 (31/1/95) | Itziar Temprano Arroyo | Mediaset España                                                                          | Presentadora con José María Iñigo y María José Sáez. |
| 1994                             | Vamos a montar el Belén                                                     | Telecinco | 1 (24/12/94) | – | Mediaset España                                                                          | Presentadora. |
| 1994                             | Ha nacido una estrella                                                      | Telecinco | ¿? (¿?) | – | Mediaset España                                                                          | Presentadora. |
| 1994-1995                        | Una pareja feliz                                                            | Telecinco | ¿? (29/8/94-¿?/¿?/95) | Itziar Temprano Arroyo | Mediaset España                                                                          | Presentadora con Antonio Hidalgo. |
| 1993                             | Boulevard                                                                   | ETB1 | ¿? (¿?-¿?) | – | EITB                                                                                     | Presentadora. |

### Series
| Año         | Título                           | Canal de televisión | Personaje       | Producción                                          | Notas |
| ----------- | -------------------------------- | ------------------- | --------------- | --------------------------------------------------- | --- |
| 2024        | Un nuevo amanecer                | Atresplayer         | Presentadora    | Espotlight Media                                    | Serie de streaming, 4 episodios                                                                                                 |
| 2021        | Estoy vivo                       | La 1                | Como ella misma | Good Mood                                           | Serie de prime time, 4x01 ep. 40, El apagón, 10/3/21                                                                            |
| 2004        | ¿Se puede?                       | La 1                | Rosa            | Telecinema Internacional Producciones Audiovisuales | Serie de prime time, 1x05 El problema/Cita a ciegas/Seis negritos/La increíble historia de Casa Petra, vinos y comidas, 24/7/04 |
| 2004        | Luna negra                       | La 1                | Loreto Guerra   | Europroducciones                                    | Serie diaria, 1x134 27/2/04 - 1x179 16/4/04 (46 episodios)                                                                      |
| 2003        | Martin                           | ETB1                | Joana           | Globomedia                                          | Serie de prime time, 3 episodios                                                                                                |
| 2003        | 7 vidas                          | Telecinco           | Ruth            | Globomedia                                          | Serie de prime time, 8x20 ep. 133, Atahualpa Yupanqui, 1/6/03                                                                   |
| 2003        | El retorno de Omaita             | La 1                | Vendedora       | Europroducciones                                    | Serie de prime time, 1x04 Venta a domicilio, 2/5/03                                                                             |
| 2002 - 2003 | Paraíso                          | La 1                | Arancha         | Coral Europa & Origen                               | Serie de prime time, 2 episodios                                                                                                |
| 2002        | ¡Ala... Dina!                    | La 1                | Igartíbula      | Cartel Producciones Audiovisuales                   | Serie de prime time, 3x07 ep. 56, Dina Wars, 8/1/02                                                                             |
| 1997        | Pasen y vean                     | La 1                | –               | Miramón Mendi                                       | Serie de prime time, 1x02 La vida privada de mamá, 15/1/97                                                                      |
| 1997        | Nuestra familia y otros animales | ETB1                | Jone            |                                                     | Serie. |

### Cine
| Año  | Título                          | Personaje       | Dirección                        | Estreno         |
| ---- | ------------------------------- | --------------- | -------------------------------- | --------------- |
| 2020 | Marta Sánchez: Un mismo corazón | Como ella misma | Marta Sánchez                    | Corto, 9/4/20   |
| 2017 | El chupete: Feliz Navidad       | Como ella misma | –                                | Corto, 22/12/17 |
| 2014 | TVE contra la ELA               | Como ella misma | José Luis R. Puertolas           | Corto, 21/6/14  |
| 2010 | Los castigadores                | Madre de alumno | Arantza Ibarra y Alfonso Arandia | 25/9/10         |
| 2009 | Felicidad perfecta              | Ainhoa          | Jabi Elortegi                    | 2/10/09         |
| 2003 | El lápiz del carpintero         | Madre Izarne    | Antón Reixa                      | 25/4/03         |
| 1998 | Star Trek: Insurrección         | Mujer           | Jonathan Frakes                  | 10/12/98        |
| 1997 | Suerte                          | Amaia           | Ernesto Tellería                 | 14/11/97        |
| 1996 | Menos que cero                  | Locutora        | Ernesto Tellería                 | 10/11/96        |
| 1996 | Adiós, tiburón                  | Elena           | Carlos Suárez                    | 15/2/96         |

### Teatro
- 1998: Odio a Hamlet, dirigida por Denis Rafter (Premio Ercilla de Teatro como mejor actriz revelación del año).
- 2000: Educando a Rita.

### Radio
| Año     | Programa                          | Emisora     | Notas |
| ------- | --------------------------------- | ----------- | --- |
| 2023    | Madrid directo                    | Onda Madrid | Invitada (26/1/23). Presentado por Nieves Herrero. |
| 2022    | No es un día cualquiera           | RNE         | Invitada. Presentado por Pepa Fernández. |
| 2020    | Transmite la SER: Nochevieja 2020 | Cadena SER  | Invitada junto con Javier Cansado, Juan Echanove, José Mota, Dani Rovira, Manuela Carmena, Pablo López, Leonor Watling, Santi Balmes, Carlos Latre y Ramoncín. Presentado por Juan Carlos Ortega. |
| 2018-¿? | Las piernas no son del cuerpo     | Melodía FM  | Colaboradora encargada de la sección de cultura, 10/3/18-¿?. Presentado por Juan Luis Cano. |
| 2017    | Esto me suena                     | RNE         | Invitada (21/6/17). Presentado por José Antonio García. |
| 2015    | Las mañanas de RNE                | RNE         | Invitada (24/3/15). Presentado por Alfredo Menéndez. |
| 2012    | El día menos pensado              | RNE         | Invitada (6/9/12). Presentado por Manuel Hernández Hurtado. |
| 2010    | Bienvenidos a casa                | RNE         | Invitada (8/5/10). Presentado por Txemi Kintana, Noemi Hernández, Ismael Alonso y Álex Sánchez.                                                                                                   |

### Plataformas digitales
- En YouTube: AnneIgartiburuOficial.
  - Charlas con...
  - Aprendiendo de...
  - Medita con...
  - Encuentros con valor.
  - El arte de vivir con el Dr. Karmelo Bizkarra.
- Pódcast: Mi latido de más en Spotify, Apple Podcasts,[31] Castbox,[32] Podcast Addict,[33] Podcast Republic,[34] Overcast,[35] Google Podcasts,[36] Amazon Music y Audible.[37]
- Apariciones en pódcast como invitada:[38]
  - Los frikis son los padres (3x04, "Qué bonito fuiste 2022 y qué bonito eres 2023", 18/1/2023).
  - Stay Wild (Ep. "Superar metas, salir de la zona de confort, ser feliz").
  - Life’s essentials with prem rawat (Ep. "Can you hear yourself through the noise?").
  - Proyecto Ikigai (Ep. "Aprendiendo Ikigai con Francesc Miralles", 17/1/2021).
  - Emprende aprendiendo con Euge Oller (Ep. "Anne Igartiburu habla con Euge Oller sobre la educación del futuro, 6x04).
  - El pódcast de Álex Rovira (Ep. "Mi entrevista con Anne Igartiburu").

### Libros
- 2022: La vida empieza cada día: 365 maneras de decidir cómo quieres estar en el mundo, Editorial Aguilar, ISBN 978-84-03-52367-8, 24 de noviembre de 2022.[39]

### Publicidad
- 2025: Wallapop
- 2023: Campaña 'Somos Autoras' de Bella Aurora.
- 2021: Spirit - Indomable. (Doblaje de Julianne Moore, de su personaje, Cora Prescott).
- 2015: Cien de Lidl.
- 2012: Janira Secrets.
- 2012: Turrones LaCasa. Natillas con Galleta María.
- 2010 y 2011: Sensodyne Blanqueante.
- 2006: Marina d'Or.
- 2005: E'Lifexir Stylize.

### Campanadas de fin de año
Anne Igartiburu ha sido un rostro habitual de la presentación de las campanadas de fin de año, presentando esta retransmisión en 21 ocasiones: 2 en ETB1, 17 consecutivas en TVE, 1 en Twitch y 1 en la residencia particular de Javier Ambrossi y Javier Calvo.  
Se estrenó en ETB1 en el paso de 1997 a 1998 con Kike Amonarriz y repetiría al año siguiente con Martín Berasategui y Kepa Junkera. 
Lo hizo por primera vez en el ámbito nacional, en TVE, en el paso de 2005 a 2006 y repitió de forma consecutiva hasta 2021. Al año siguiente, la presentadora pasó a hacerlo en Twitch con Ibai Llanos y Ramón García. 
En esta retransmisión la presentadora ha tenido diversos acompañantes, entre que los están el recurrente y también presentador Ramón García (2005-06, 2006-07, 2014-15, 2015-16, 2017-18, 2022-23); los presentadores Carlos Sobera (2008-09), Roberto Leal (2018-19 y 2019-20), Ana Obregón (2020-21) y Jacob Petrus (2021-22); los actores Antonio Garrido (2007-08), Manuel Bandera (2009-10), José Mota (2010-11 y 2011-12) e Imanol Arias (2012-13); Pepe Rodríguez y Jordi Cruz (2013-14 y 2016-17), cocineros que forman parte del jurado de la franquicia MasterChef España e Ibai Llanos (2022-23).
Tras dos años apartada de la retransmisión Anne sorprendió dando las Campanadas en la residencia particular de Javier Ambrossi y Javier Calvo, con invitados especiales como Rosalía. Anne había dejado algunas pistas en sus redes sociales, pero nadie había confirmado nada. 
| Año Despedido                 | Año Entrante                  | Acompañante/s                     | Canales | Audiencia                                                                                          |
| ----------------------------- | ----------------------------- | --------------------------------- | --- | -------------------------------------------------------------------------------------------------- |
| 1997                          | 1998                          | Kike Amonarriz                    | ETB1 | ¿?                                                                                                 |
| 1998                          | 1999                          | Martín Berasategui y Kepa Junkera | ETB1 | ¿?                                                                                                 |
| 2005                          | 2006                          | Ramón García                      | La 1, La 2, Canal 24 horas, TVE Internacional, Radio 1, Radio Clásica, Radio 5 y Radio Exterior de España     | 7.241.000 (52,3%) 8.700.000 (61,4%)                                                                |
| 2006                          | 2007                          | Ramón García                      | La 1, La 2, Canal 24 horas, TVE Internacional, Radio 1, Radio Clásica, Radio 5 y Radio Exterior de España     | 6.483.000 (50,5%) 7.938.000 (59,2%)                                                                |
| 2007                          | 2008                          | Antonio Garrido                   | La 1, La 2, Canal 24 horas, TVE Internacional, Radio 1, Radio Clásica, Radio 5 y Radio Exterior de España     | 5.751.000 (41%) 7.182.000 (49,7%)                                                                  |
| 2008                          | 2009                          | Carlos Sobera                     | La 1, La 2, Canal 24 horas, TVE Internacional, Radio 1, Radio 3, Radio 5, Radio Exterior de España y rtve .es | 5.821.000 (41,8%) 7.696.000 (52,7%)                                                                |
| 2009                          | 2010                          | Manuel Bandera                    | La 1, La 2, Canal 24 horas, TVE Internacional, Radio 1, Radio 3, Radio 5, Radio Exterior de España y rtve .es | 6.612.000 (47,6%) 7.720.000 (54,1%)                                                                |
| 2010                          | 2011                          | José Mota                         | La 1, Canal 24 horas, TVE Internacional, Radio 1, Radio 3, Radio 5, Radio Exterior de España y rtve.es        | 7.031.000 (47,6%) 8.798.000 (57,2%)                                                                |
| 2011                          | 2012                          | José Mota                         | La 1, Canal 24 horas, TVE Internacional, Radio 1, Radio 3, Radio 5, Radio Exterior de España y rtve.es        | 6.169.000 (43,5%) 7.284.000 (48,8%)                                                                |
| 2012                          | 2013                          | Imanol Arias                      | La 1, Canal 24 horas, TVE Internacional, Radio 1, Radio 3, Radio 5, Radio Exterior de España y rtve.es        | 5.296.000 (38,3%) 6.713.000 (46,7%)                                                                |
| 2013                          | 2014                          | Jordi Cruz y Pepe Rodríguez       | La 1, Canal 24 horas, TVE Internacional, Radio 1, Radio 3, Radio 5, Radio Exterior de España y rtve.es        | 5.261.000 (37,9%) 6.134.000 (43%)                                                                  |
| 2014                          | 2015                          | Ramón García                      | La 1, Canal 24 horas, TVE Internacional, Radio 1, Radio 3, Radio 5, Radio Exterior de España y rtve.es        | 5.323.000 (38,7%) 6.558.000 (45,8%)                                                                |
| 2015                          | 2016                          | Ramón García                      | La 1, Canal 24 horas, TVE Internacional, Radio 1, Radio 3, Radio 5, Radio Exterior de España y rtve.es        | 5.396.000 (40,8%) 6.501.000 (47,6%)                                                                |
| 2016                          | 2017                          | Jordi Cruz y Pepe Rodríguez       | La 1, La 2, Canal 24 horas, TVE Internacional, Radio 1, Radio 3, Radio 5, Radio Exterior de España y rtve.es  | 4.900.000 (37,6%) 5.531.000 (41,3%)                                                                |
| 2017                          | 2018                          | Ramón García                      | La 1, La 2, Canal 24 horas, TVE Internacional, Radio 1, Radio 3, Radio 5, Radio Exterior de España y rtve.es  | Sin invitados 4.609.000 (34,9%) 5.774.000 (42,4%)Con invitados 6.747.000 (36,7%) 8.539.000 (44,4%) |
| 2018                          | 2019                          | Roberto Leal                      | La 1, La 2, Canal 24 horas, TVE Internacional, Radio 1, Radio 3, Radio 5, Radio Exterior de España y rtve.es  | 6.030.000 (37,0%) 7.751.000 (44,3%)                                                                |
| 2019                          | 2020                          | Roberto Leal                      | La 1, La 2, Canal 24 horas, TVE Internacional, Radio 1, Radio 3, Radio 5, Radio Exterior de España y rtve.es  | 5.400.000 (32,7%) 6.956.000 (39,8%)                                                                |
| 2020                          | 2021                          | Ana Obregón                       | La 1, La 2, Canal 24 horas, TVE Internacional, Radio 1, Radio 3, Radio 5, Radio Exterior de España y rtve.es  | 7.029.000 (33,7%) 8.621.000 (38,7%)                                                                |
| 2021                          | 2022                          | Jacob Petrus                      | La 1, La 2, Canal 24 horas, TVE Internacional, Radio 1, Radio 3, Radio 5, Radio Exterior de España y rtve.es  | 5.093.000 (27,2%) 5.833.000 (29,3%)                                                                |
| 2022                          | 2023                          | Ramón García e Ibai Llanos        | Twitch | |
| 2024                          | 2025                          | En solitario                      | Residencia: Casa Javier Ambrossi y Javier Calvo                                                               | |
| Total (1997, 1998, 2005-2021) | Total (1997, 1998, 2005-2021) | Total (1997, 1998, 2005-2021)     | Total (1997, 1998, 2005-2021)                                                                                 | 6.567.250 (43,50%)                                                                                 |

## Premios y nominaciones
| Año | Categoría                                                   | Por                                                         | Resultado       |
| Premios Ercilla                                                                                             | Premios Ercilla                                             | Premios Ercilla                                             | Premios Ercilla |
| --- | ----------------------------------------------------------- | ----------------------------------------------------------- | --------------- |
| 1999 | A la mejor actriz revelación de teatro.                     | Odio a Hamlet                                               | Ganadora        |
| Antena de Oro (Federación de Asociaciones de Radio y Televisión de España)                                  |                                                             |                                                             |                 |
| 2001 | COPE y Cadena 100                                           | Mejor presentadora                                          | Ganadora        |
| 2006 | Televisión                                                  | Televisión                                                  | Ganadora        |
| 2012 | Trayectoria profesional                                     | Trayectoria profesional                                     | Ganadora        |
| 2024 | Televisión                                                  | Televisión                                                  | Ganadora        |
| Premio a la mujer mejor calzada de España (Museo del Calzado)                                               |                                                             |                                                             |                 |
| 2002 | Mujer mejor calzada de España                               | Mujer mejor calzada de España                               | Ganadora        |
| Premios Micrófono de Oro (Federación de Asociaciones de Radio y Televisión de España)                       |                                                             |                                                             |                 |
| 2003 | Televisión                                                  | Televisión                                                  | Ganadora        |
| Premios YoGa                                                                                                |                                                             |                                                             |                 |
| 2004 | Especiales: Uno de los nuestros                             | Por El lápiz del carpintero                                 | Ganadora        |
| Premios Iris (Academia de Televisión y de las Ciencias y Artes del Audiovisual)                             |                                                             |                                                             |                 |
| 2006 | Mejor comunicadora de programas de entretenimiento          | Mejor comunicadora de programas de entretenimiento          | Nominada        |
| 2019 | Mejor presentador/a de programas                            | Mejor presentador/a de programas                            | Nominada        |
| 2022 | Premios Iris Autonómicos: Mejor programa                    | 10 momentos                                                 | Ganador         |
| Premios APEI-PRTV (Asociación Profesional Española de Información de Prensa, Radio y Televisión (APEI-PRTV) |                                                             |                                                             |                 |
| 2006 | Mejor presentadora                                          | Mejor presentadora                                          | Ganadora        |
| TP de Oro (Revista Teleprograma)                                                                            |                                                             |                                                             |                 |
| 2006 | Mejor presentadora de programas de entretenimiento          | Mejor presentadora de programas de entretenimiento          | Nominada        |
| INESE. División de Seguros de Reed Business Information                                                     |                                                             |                                                             |                 |
| 2011 | Personaje más solidario                                     | Personaje más solidario                                     | Nominada        |
| Premios Ondas (Grupo Prisa)                                                                                 |                                                             |                                                             |                 |
| 2012 | Nacionales de Televisión                                    | Mejor presentadora                                          | Ganadora        |
| Premio 8 de marzo de Getafe (Ayuntamiento de Getafe)                                                        |                                                             |                                                             |                 |
| 2014 | A la labor solidaria y comprometida con los más vulnerables | A la labor solidaria y comprometida con los más vulnerables | Ganadora        |